# Йосип Гамель
Йосеф Гамель (30 січня 1788, Сарепта - 28 вересня 1862, Лондон) — російський вчений, хімік-технолог. Доктор медицини (1813)[джерело?], член-кореспондент Петербурзької академії наук (1813), ординарний академік Петербурзької академії наук (1829), дійсний статський радник.

## Біографія
Народився 30 січня 1788 у німецькій колонії Сарепта Царицинського повіту Саратовського намісництва. Його батько, Християн Гамель, був сарептським магістром поліції.
У 1807 році поступив в Санкт-Петербурзьку Медико-хірургічну академію, в якій навчався за рахунок сарептської громади. У період навчання в академії, в 1809 році, будучи студентом, був обраний кореспондентом Імператорського Вільного економічного суспільства, був неодноразово нагороджуємо золотими медалями від цього суспільства. 10 лютого 1810 за винайдену ним електричну машину був нагороджений імператором Олександром I золотим годинником. У травні 1811 був обраний дійсним членом Імператорського Вільного економічного суспільства. 20 червня 1811 закінчив Медико-хірургічну академію із золотою медаллю і званням лікаря. Був залишений в Медико-хірургічній академії, для повторення гальвано-хімічних дослідів Г. Деві.
6 березня 1812 був відряджений для таємного дослідження в село Лучинець Кам'янець-Подільської губернії, де пробув до 20 квітня. Після початку Франко-російської війни з 15 вересня 1812 допомагав хворим і пораненим в Санкт-Петербурзькому військовому госпіталі. 13 квітня 1813 захистив дисертацію і був проведений в доктора медицини. 26 травня 1813 отримав чин колезького асесора.
15 червня 1813 для продовження освіти був відряджений Міністерством внутрішніх справ у Велику Британію. 23 червня 1813 був обраний кореспондентом Санкт-Петербурзької Імператорської Медико-Хірургічної Академії, а з 4 серпня 1813 року - членом Московського Імператорського Товариства випробувачів природи.
У Великій Британії він вивчав прикладні науки, виробляв різні технічні експерименти. Познайомився з Г. Деві і В. Алленом - подвижниками системи взаємного навчання. Гамель захопився цією системою і навіть опублікував книгу «Der gegenseitige Unter-richt Geschichte seiner Einfuhrung und Ausbreitung durch Dr. J. Lancaster und andere »(Paris, 1818).
Проводив досліди з лампою Деві в кам'яновугільної копальні, де знаходилося багато займистого газу. Біля берегів Ірландії опускався на дно моря у водолазній машині. Був одним з перших, хто звернув увагу на дію тиску на барабанну перетинку. У вересні 1814 року, докладно ознайомившись з технологією літографії Томаса Баркера в Баті, Гамель публікує в Росії статтю, де докладно викладає технологічний процес і вказує на можливість великих тиражів, як на одну з головних переваг даної технології.
Супроводжував великого князя Миколи Павловича (майбутній цар Микола I) під час його подорожі по Великій Британії, за що був нагороджений їм діамантовим перснем, а 9 травня 1817 був наданий в чин надвірного радника. Супроводжував великого князя Михайла Павловича при його відвідуванні Великої Британії. Під час цієї подорожі отримав звання почесного громадянина шотландського міста Перт (10 серпня 1818), а по закінченні подорожі (у вересні 1818) був нагороджений діамантовим перснем. 25 жовтня 1818 нагороджений орденом Святої Анни 2-го ступеня. 15 листопада 1818 нагороджений діамантовим перснем імператрицею Марією Федорівною.
У серпні 1820 року Гамель намагався зійти на гору Монблан, взявши з собою двох англійських студентів та винахідника нового типу барометра. Група Гамеля, що складається з чотирьох приїжджих і дванадцяти місцевих провідників, почала сходження, але потрапила під снігову лавину. Троє провідників загинули. Ця подія описав Олександр Дюма, який зустрічався зі швейцарськими гідами в Шамоні через кілька років після трагедії. За словами Дюма, Гамель піднімався на Монблан за вказівкою російського імператора для проведення метеорологічних спостережень. В оповіданні Дюма, що став широко відомим, на перший план поставлено протистояння головного гіда і замовника, доктора Гамеля. Гід весь час переконував його повернути назад, але той був жорстокий і непохитний. У фіналі оповідання шокований Гамель чує від свого плачучого провідника: «Ось це те, чого Ви домагалися, мосьє!» Справа мала великий резонанс в Європі, король Сардинії особистим розпорядженням виділив пенсії сім'ям загиблих, а Росія була представлена не в найкращому світлі. Після трагедії на Монблані Гамель повернувся на батьківщину.
Після повернення в Росію Гамель був відряджений в 1821 році «для огляду» фабрик і мануфактур в п'яти губерніях, доручених нагляду генерал-губернатора А. Д. Балашова.
14 березня 1829 був обраний ординарним академіком Петербурзької академії наук за технологією та хімії, пристосованої до мистецтв і ремесел.
У 1834 сприяв Ф. Герстнер в отриманні дозволу на будівництво Царськосельській залізниці (першої залізниці в Росії).
У 1839 році академік І. Х. Гамель вирушив до Англії. Там він познайомився з Г. Ф. Тальботом (Толботом) і його винаходом - фотограмою. У травні - червні 1839 Гамель надіслав у Петербург знімки з описом способу Тальбота. Потім прислав апарат і знімки за способом Ж. Н. Ньєпса (геліографія) і Л. Дагера (дагеротипія). У Парижі від сина Ж. Н. Ньєпса отримав 160 документів з історії винаходу фотографії - листи Нисефора Ньепса, Дагера, Ісидора Ньєпса та інших.
Працюючи в музеї Ашмола в Оксфорді, Гамель виявив унікальний рукопис, в якому описувалася подорож по Росії в 1618 році, посла сера Дадлі Діґса, відправленого англійським королем Яковом I до царя Михайла Федоровича як англійського посла. Також в Бодлеевой бібліотеці в Оксфорді серед паперів члена посольства Діггс - Річарда Джемса - академік Гамель знайшов «книжечку» (з п'яти зошитів), де, крім усього іншого, були записано шість ліро-епічних російських пісень. Більшу частину зошитів Джемса займав складений ним словник-щоденник (перший в історії російсько-англійський словник), замітки про країну, звичаї та звичаї. На даний момент цей рукопис втрачена.
Крім того прислав в Петербурзьку академію наук виливки з гіпсу кісток вимерлих птахів динорнисів і дронта, а також іхтіоліти, виявлених ним самим на півночі Шотландії.
У 1844 році відвідав Паризьку виставку. У 1849 році брав участь в організації мануфактурної виставки в Санкт-Петербурзі, завдяки чому був призначений членом мануфактурного ради (1849) і членом Лондонської виставки 1850. У 1851 відвідав Лондонську всесвітню виставку, а також виставки в Дубліні і Нью-Йорку. За ініціативою Гамель Лондонська комісія про патенти відправила в Росію повну колекцію патентованих у Великій Британії винаходів з 1617.

## Цікаві факти
- Латинська назва віменська кошенілі — Porphyrophora hamelii («порфіроносна Гамеля») — дано на честь Й. Гамеля[4].